# Tailandia en los Juegos Paralímpicos de Tokio 2020
Tailandia estuvo representada en los Juegos Paralímpicos de Tokio 2020 por un total de 74 deportistas, 48 hombres y 26 mujeres.

## Medallistas
El equipo paralímpico tailandés obtuvo las siguientes medallas:
| Nombre                                                                  | Deporte                    | Evento                       |
| ----------------------------------------------------------------------- | -------------------------- | ---------------------------- |
| Oro                                                                     |                            |                              |
| Pongsakorn Paeyo                                                        | Atletismo                  | 100 m T53 masculino          |
| Pongsakorn Paeyo                                                        | Atletismo                  | 400 m T53 masculino          |
| Pongsakorn Paeyo                                                        | Atletismo                  | 800 m T53 masculino          |
| Athiwat Paeng-nuea                                                      | Atletismo                  | 100 m T54 masculino          |
| Witsanu Huadpradit Watcharaphon Vongsa Worawut Saengampa Subin Tipmanee | Bochas                     | Equipo BC1-2 mixto           |
| Plata                                                                   |                            |                              |
| Athiwat Paeng-nuea                                                      | Atletismo                  | 400 m T54 masculino          |
| Prawat Wahoram                                                          | Atletismo                  | 1500 m T54 masculino         |
| Sujirat Pookkham                                                        | Bádminton                  | Individual WH1 femenino      |
| Watcharaphon Vongsa                                                     | Bochas                     | Individual BC2 mixto         |
| Pornchok Larpyen                                                        | Bochas                     | Individual BC4 mixto         |
| Bronce                                                                  |                            |                              |
| Putharet Khongrak                                                       | Atletismo                  | 1500 m T54 masculino         |
| Putharet Khongrak                                                       | Atletismo                  | 5000 m T54 masculino         |
| Saichon Konjen                                                          | Atletismo                  | 800 m T54 masculino          |
| Sujirat Pookkham Amnouy Wetwithan                                       | Bádminton                  | Dobles WH1-WH2 femenino      |
| Saysunee Jana                                                           | Esgrima en silla de ruedas | Espada individual B femenino |
| Khwansuda Phuangkitcha                                                  | Taekwondo                  | –49 kg femenino              |
| Rungroj Thainiyom                                                       | Tenis de mesa              | Individual 6 masculino       |
| Anurak Laowong Yuttajak Glinbancheun Thirayu Chueawong                  | Tenis de mesa              | Equipo 3 masculino           |